# Tourailles
Tourailles is een gemeente in het Franse departement Loir-et-Cher (regio Centre-Val de Loire) en telt 133 inwoners (1999). De plaats maakt deel uit van het arrondissement Vendôme.

## Geografie
De oppervlakte van Tourailles bedraagt 7,5 km², de bevolkingsdichtheid is 17,7 inwoners per km².
De onderstaande kaart toont de ligging van Tourailles met de belangrijkste infrastructuur en aangrenzende gemeenten.

## Demografie
Onderstaande figuur toont het verloop van het inwonertal (bron: INSEE-tellingen).